# سسنا ۱۸۵
سسنا ۱۸۵ (به انگلیسی: Cessna 185) یک هواگرد شش نفره ساختِ کارخانهٔ سسنا در کشور ایالات متحده آمریکا است که در سال ۱۹۶۱-۱۹۸۵ ساخته شد. این هواگرد برای نخستین بار در ۱۹۶۰ میلادی مورد استفاده قرار گرفت.